# Саламаха Петро Степанович

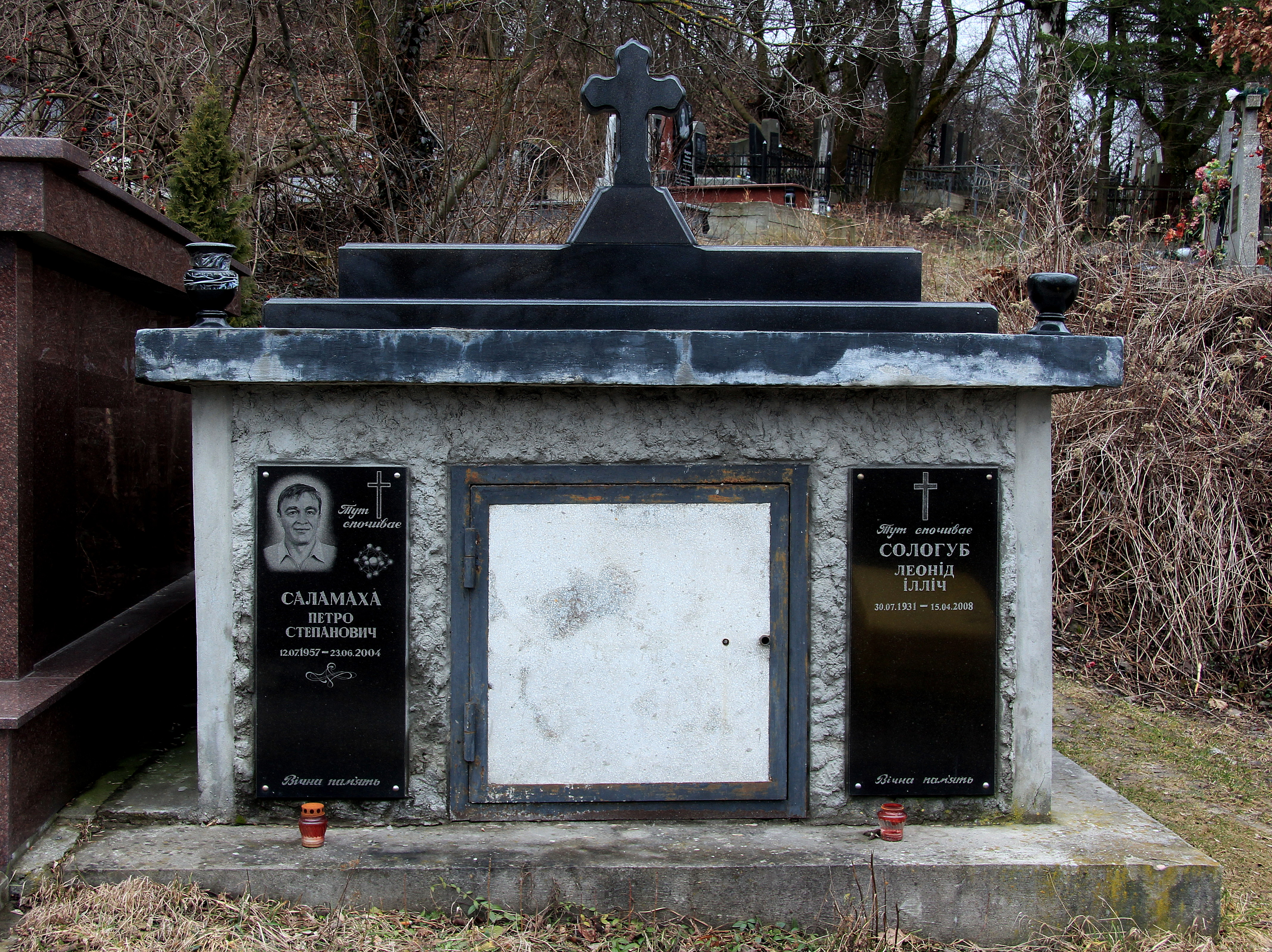

Саламаха Петро Степанович — вчений у галузі неорганічної хімії, кандидат хімічних наук.

## Життєпис
Саламаха Петро Степанович народився 12 червня 1957 року у Львові. В 1984 році закінчив хімічний факультет Львівського університету, аспірантуру в 1989 році. У 1974—1976 роках працював як лаборант, старший технік НДЛ, в 1978—1984 роках — лаборант, у 1984 році — інженер, у 1984—1985, 1987—1995, 1998—1999 — асистент, 1985—1987 роках — молодший науковий співробітник кафедри неорганічної хімії Львівського університету. У 1976—1978 — служба в армії. У 1999—2000, 2002—2004 роках — науковий співробітник Інституту ядерних технологій в Лісабоні (Португалія). У 2000—2002 роках науковий співробітник Національного інституту дослідження неорганічних матеріалів в Цукубі (Японія). Помер 23 червня 2004 року в Лісабоні, Португалія, похований у Львові, на полі 70 Янівського цвинтаря.

## Наукові інтереси
Кристалохімія інтерметалічних сполук, діаграми фазових рівноваг, кристалічна структура та фізичні властивості сполук.

## Вибрані публікації
- Автор близько 160 наукових праць, зокрема:
- Кристалическая структура соединений RNiGe3 (R = Y, Nd, Sm, Gd, Tb, Dy, Ho, Er, Tm, Lu). (Доклады АН УССР. Серія Б. 1985. № 12).
- Кристалическая структура соединения NdIrGe. (Кристалография. 1989. Т. 34. № 1).
- Rare Earth-Antimony System. (Hand book on the Physics and Chemistry of Rare Earth. 2003. Vol. 33).
- Crystal structures and crystal chemistry of ternary rare earth germanides. (Hand book on the Physics and Chemistry of Rare Earth. 1999. Vol. 27).